# Murilo de Araújo
Murilo de Araújo foi um fundista brasileiro.

Murilo de Araújo venceu a Corrida Internacional de São Silvestre, em 1930